# NGC 4052
NGC 4052 is een open sterrenhoop in het sterrenbeeld Zuiderkruis. Het hemelobject werd op 8 maart 1837 ontdekt door de Britse astronoom John Herschel.

## Synoniemen
- OCL 870
- ESO 94-SC10